# L'Avant-dernier
L'Avant-dernier és un curtmetratge francès en blanc i negre de Luc Besson, filmat el 1981. La primera pel·lícula de la filmografia del director, en la qual es basa en gran manera el seu llargmetratge de debut "Le Dernier Combat" (1983).

## Argument
La pel·lícula és un drama breu sense paraules, que es desenvolupa en un entorn postapocalíptic.
Un home amb ulleres fosques entra a casa d'un altre home i utilitza una fletxa il·luminada per cremar la seva dona de goma. El segon es posa un vestit protector fet de canonades als braços i cames, així com un casc massís amb pipa, agafa un escut i una llança casolana i va a la recerca del primer. Travessa una ciutat destruïda, envoltada de fragments de muralles i munts de maons. Finalment, el troba i es baralla amb ell. En la lluita, ambdós herois es fereixen mútuament i amb prou feines respiren, però el segon aconsegueix matar el primer. Se'n va, però de sobte apareix un tercer personatge des de darrere de la paret, està armat i el seu rostre queda amagat per un gran casc en forma de monstre. Mata el guanyador de la lluita.

## Repartiment
- Pierre Jolivet - L'home
- Jean Reno - El Brut
- Fabrice Roche
- Luc Besson (sense acreditar)